# Jackerath
Jackerath ist ein Ortsteil der Gemeinde Titz. Er ist die nördlichste Ortschaft im Kreis Düren (Nordrhein-Westfalen).

## Geografie

### Landschaft
Die Landschaft ist fast baumlos und leicht wellig. Die Umgebung um den Ort ist stark von landwirtschaftlicher Nutzung geprägt.

### Geologie
Im Untergrund befindet sich ein geologischer Horst, genannt Jackerather Horst. Er verbindet den Erkelenzer Horst und die Villescholle und trennt die Erftscholle im Süden und den Venloer Graben im Norden.
An der Oberfläche steht Löss an. Die Jackerather Lössschwelle gehört zur Jülicher Börde. Um Jackerath besitzt der Löss eine Mächtigkeit von bis zu 26 Metern.
Der Geologische Dienst Nordrhein-Westfalen betreibt zwischen Jackerath und Holzweiler eine Erdbebenmessstation.

### Lage
Das kleine Dorf liegt direkt am Autobahnkreuz Jackerath der Autobahnen A 44 und A 61. Östlich von Jackerath liegen der Tagebau Garzweiler und der Rhein-Erft-Kreis. Im Norden befindet sich der Rhein-Kreis Neuss, im Westen beginnt der Kreis Heinsberg.
Folgende Höfe liegen im Uhrzeigersinn um Jackerath: Der Weiler Kaiskorb, der Ostenhof, der Hahnerhof und der Ort Kirchherten im Osten, der Weiler Mündt sowie die Dörfer Opherten und Titz im Süden, das Gehöfte Huppelrath im Westen.
Im Norden lagen früher die Orte Garzweiler und Priesterath, im Osten die Ortschaft Königshoven, Sie wurden durch RWE Power AG im Zuge des Braunkohle-Tagebaus Garzweiler I abgebaggert.
Im Nordwesten befand sich die Ortschaft Immerath (Stadt Erkelenz), welche für den Tagebau Garzweiler II devastiert und ab dem Jahr 2020 abgebaggert wurde.

## Geschichte
Jackerath wurde mit Wirkung vom 1. Januar 1972 aus der Gemeinde Garzweiler nach Titz umgegliedert.

## Infrastruktur und Verkehr

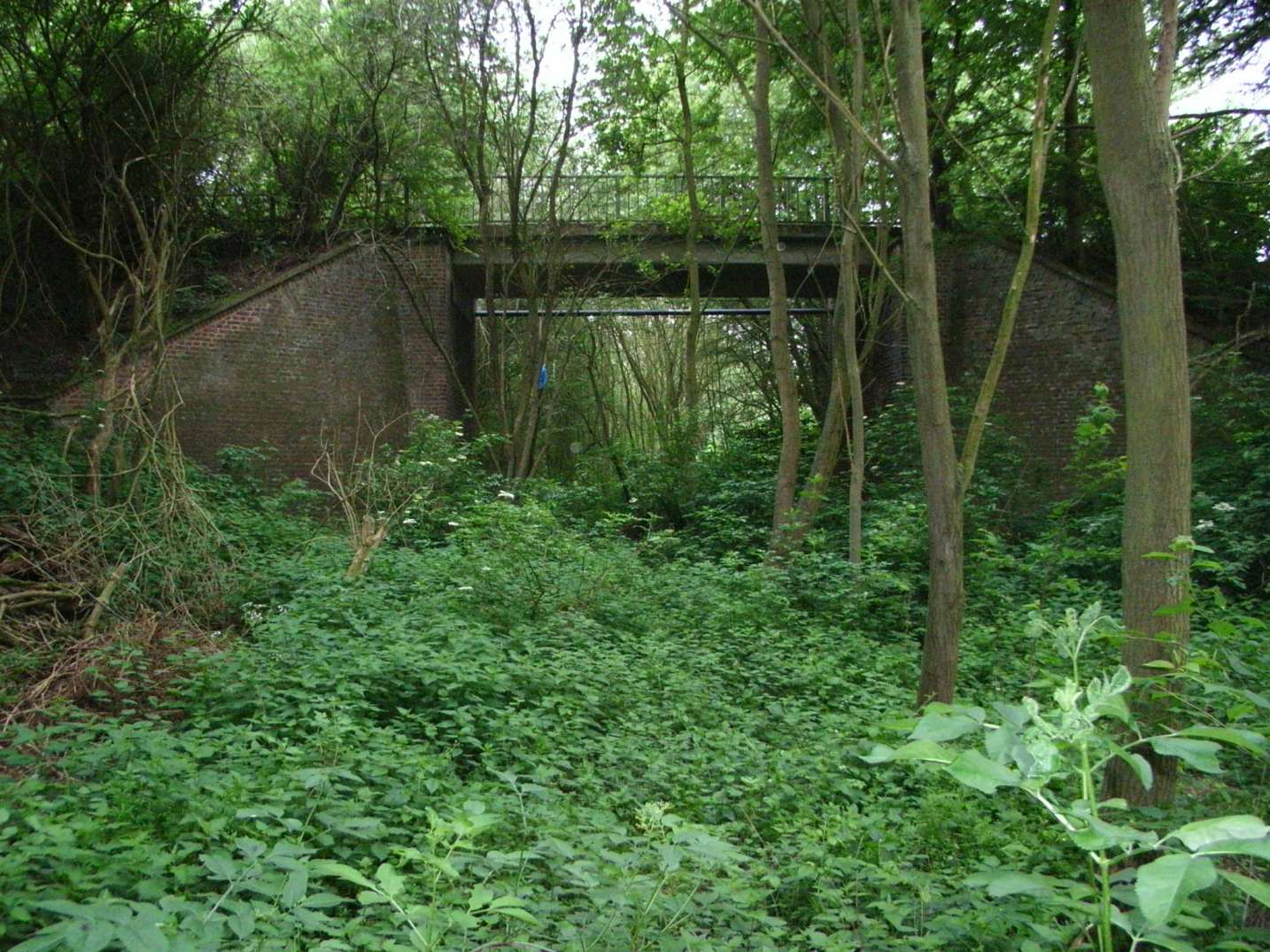
Ehemalige Jackerather Bahntrasse

Im Zentrum des Dorfes liegt ein Sportplatz. In Jackerath ist eine Raiffeisenbank ansässig. Dazu kommen ein DRK-Kindergarten und ein Kindergarten für behinderte Kinder. Jackerath hatte früher eine Poststelle und einen Bahnanschluss. Zwischen dem Dorf und Immerath wurde 1897 der Bahnhof Immerath an der Bahnstrecke Hochneukirch–Stolberg eröffnet. Die Linie wurde 1980 stillgelegt.
Den ÖPNV stellt heute Rurtalbus mit der AVV-Linie 284 Jülich – Jackerath sowie einen Rufbus und ein Anrufsammeltaxi sicher.
| Linie      | Verlauf |
| ---------- | --- |
| 284        | (Jülich Schulzentrum – Walramplatz – Neues Rathaus →) Jülich Bf/ZOB – Stetternich – Welldorf – Güsten – Höllen – Rödingen – Kalrath – Ameln – Titz – (Opherten – Mündt –) Jackerath |
| RufBus 282 | Rufbus: Titz – Jackerath – Erkelenz Bf (Mo–Fr tagsüber) |
| AST        | AnrufSammelTaxi: Mo–Fr abends, Sa nachmittags/abends, So Jülich Bf/ZOB – Jülich Innenstadt – Lich-Steinstraß / Stetternich – Pattern / Welldorf – Mersch / Serrest / Güsten – Hompesch / Sevenich / Höllen – Müntz / Spiel / Rödingen / Bettenhoven – Ameln / Hasselsweiler / Ralshoven – Gevelsdorf / Kalrath – Titz – Mündt / Opherten – Jackerath |

Die Linie 284 wurde als Bahnbus-Linie bereits in den 1950er-Jahren als Ersatz für einzelne gestrichene Züge eingerichtet und führte bis 1994 über Jackerath hinaus weiter zum Bahnhof Hochneukirch, wo Anschluss an die Züge der Strecke Köln – Mönchengladbach bestand. 1989 wurde der Sonntagsbetrieb auf dieser Linie eingestellt. Bis zum 31. Dezember 2019 wurde die Linie vom BVR Busverkehr Rheinland bedient.

## Kirche

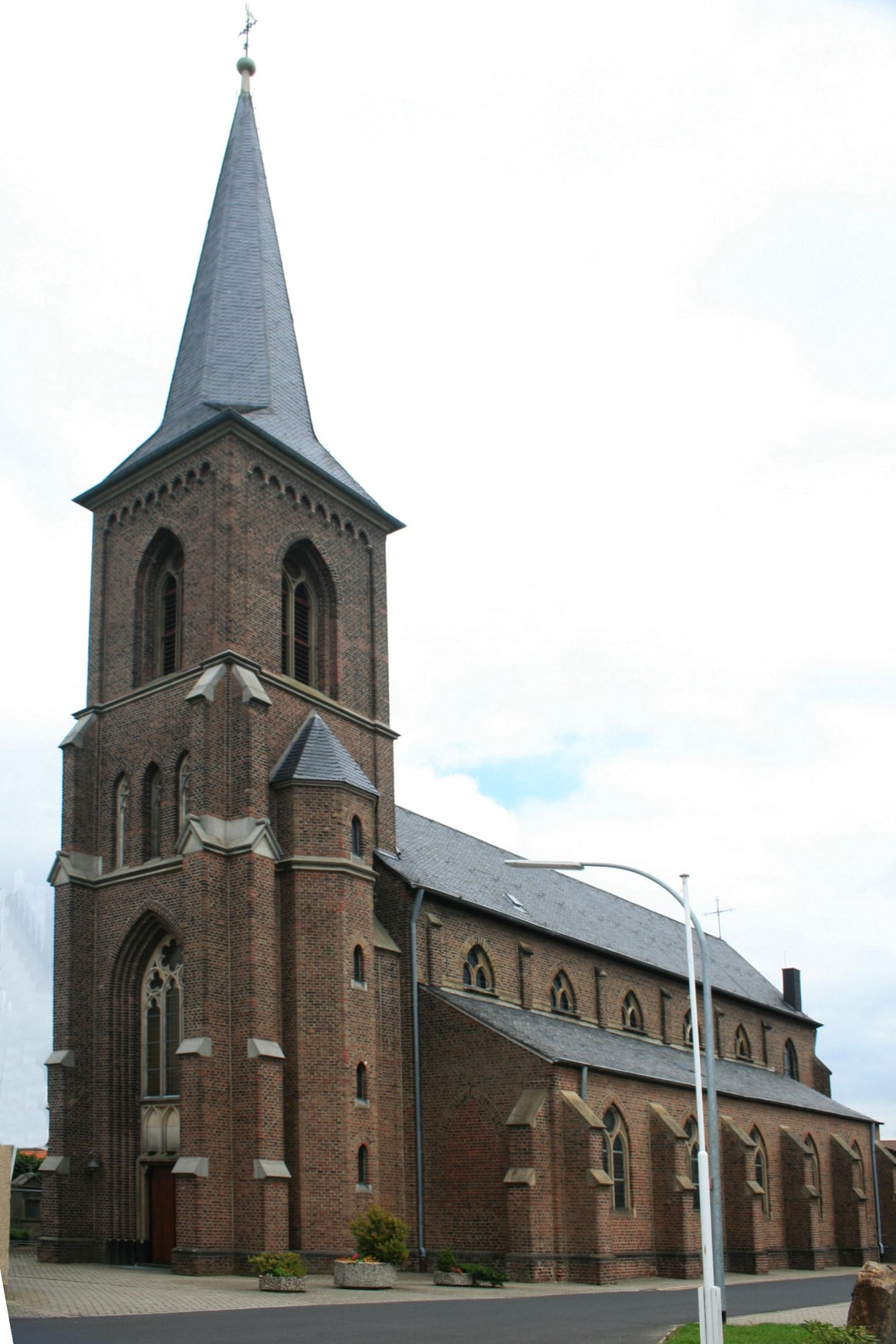
Kath. Pfarrkirche St. Maria

Jackerath besitzt eine katholische Kirche, die der St. Mariä Schmerzhafte Mutter geweiht ist.

## Vereine und Institutionen
- Jackerather Dorf-Forum e. V.
- Marine-Spielmannszug ´79 Jackerath
- Spielvereinigung Jackerath-Opherten 1907/1911 e. V. (ehemals DJK Germania 1907 Jackerath und FC Eintracht 1911 Opherten)
- Freiwillige Feuerwehr Jackerath
- Frauengemeinschaft Jackerath
- St.Martinsverein Jackerath 1921 e. V.
- Ortsbauernschaft Jackerath
- Jagdgenossenschaft Jackerath
- Kirmesausschuss Jackerath

## Sehenswürdigkeiten
- Vom Aussichtspunkt Jackerath ("Skywalk") ist ein Blick in den Tagebau Garzweiler möglich.
- Südlich von Jackerath liegt der Hahnerhof mit der Irmunduskapelle und dem Irmundusweiher, dessen Wasser die Krankheiten von Mensch und Tier heilen soll. Viele Jahrhunderte strömten tausende Pilger zu dieser Quelle.
- Der Arnold von Harff-Wanderweg (von Lövenich nach Kaster) führt an Jackerath vorbei.

## Söhne und Töchter der Gemeinde
- Leo Mülfarth (1921–2009), Autor und Hochschullehrer